# Tiny Toon Adventures 2: Trouble in Wackyland
Tiny Toon Adventures 2: Trouble in Wackyland es un videojuego de plataformas de Konami para Nintendo Entertainment System. Se basa en la serie de animación Tiny Toon Adventures y apareció originalmente en Japón en noviembre de 1992 como Tiny Toon Adventures 2: Montana Land e Yōkoso (Tiny Toon Adventures 2 モンタナランドへようこそ?  "Bienvenido a la Montana Landia"). De acuerdo con la historia, hay un nuevo parque de atracciones en Acme Acres, y todos han sido invitados a visitarlo por un "Admirador secreto".